# Savoisy
Savoisy ist eine französische Gemeinde mit 195 Einwohnern (Stand 1. Januar 2022) im Département Côte-d’Or in der Region Bourgogne-Franche-Comté.

## Bevölkerungsentwicklung
| Jahr                       | 1962 | 1968 | 1975 | 1982 | 1990 | 1999 | 2008 | 2016 |
| Einwohner                  | 282  | 287  | 243  | 242  | 249  | 246  | 227  | 203  |
| Quellen: Cassini und INSEE |      |      |      |      |      |      |      |      |

## Sehenswürdigkeiten

### Kirche Saint-Martin
Die Kirche wurde 1442 gebaut. Als der Turm und das Kirchenschiff im Jahr 1752 durch einen Blitz getroffen wurden und niederbrannten, wurden sie erneuert. Da der neue Turm jedoch zu schwer war, musste ein großer Teil der Kirche 1778 abgerissen werden. 1779 entstanden ein neuer Turm, ein neues Kirchenschiff sowie zwei kleine Nebenkapellen.

### Schloss von Savoisy
1150 wurde das Schloss erstmals erwähnt. Seit 1791 war es in Besitz der Familie Corot. Ab 1875 wurde das ziemlich verfallene Schloss renoviert. 1989 starb der letzte Nachfahre der Familie.